# Anders Holm
Anders Christian Holm (Evanston, Illinois, 29 de mayo de 1981) es un actor, cómico, escritor y productor estadounidense. Es uno de los protagonistas y creadores de la serie de Comedy Central, Workaholics y protagonizó la serie de corta duración de NBC Champions. Junto con sus compañeros creadores de Workaholics Blake Anderson, Adam DeVine y Kyle Newacheck, formó el grupo de sketches Mail Order Comedy.